# ENOS

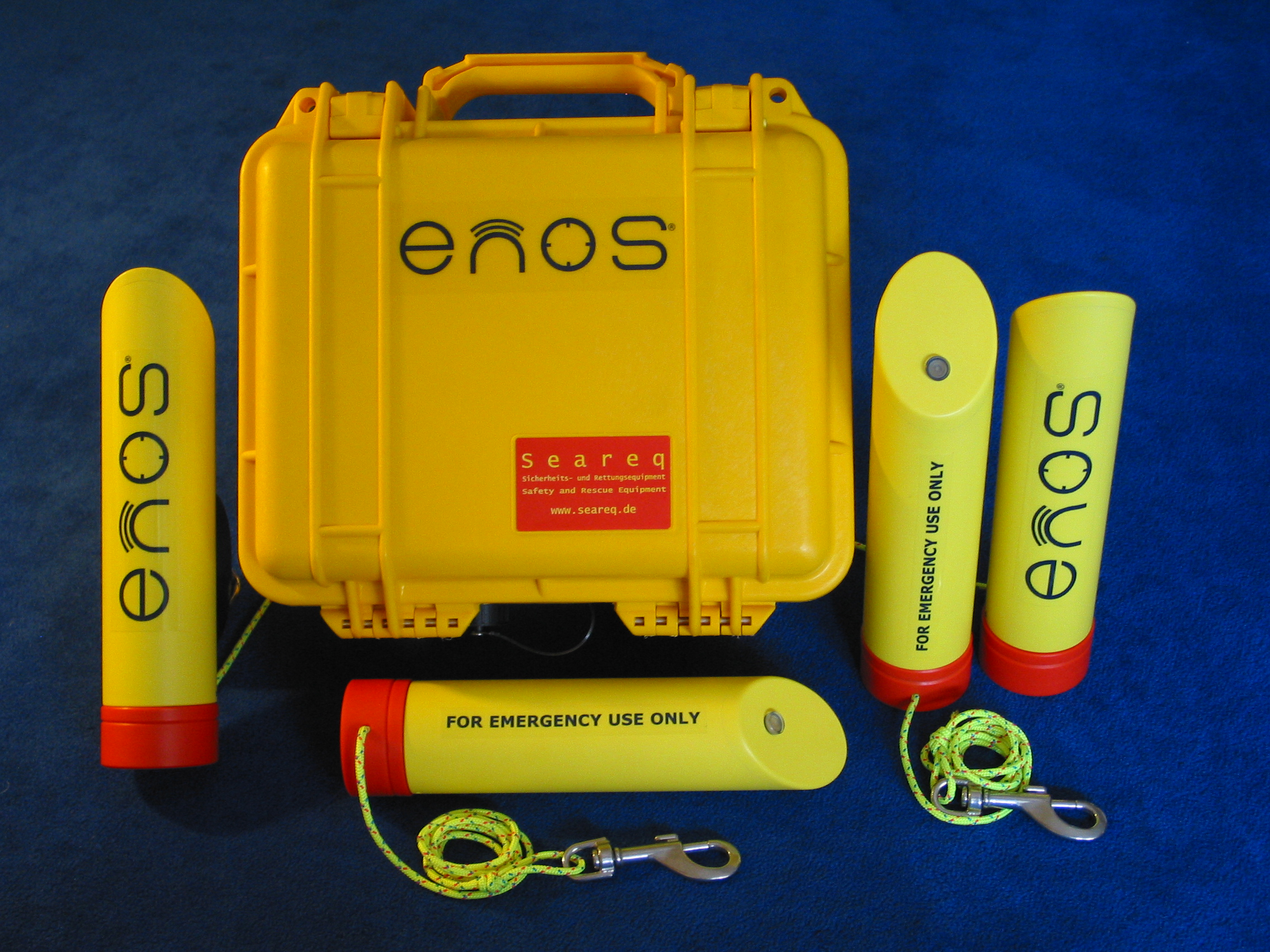
ENOS-Empfänger und vier Sender

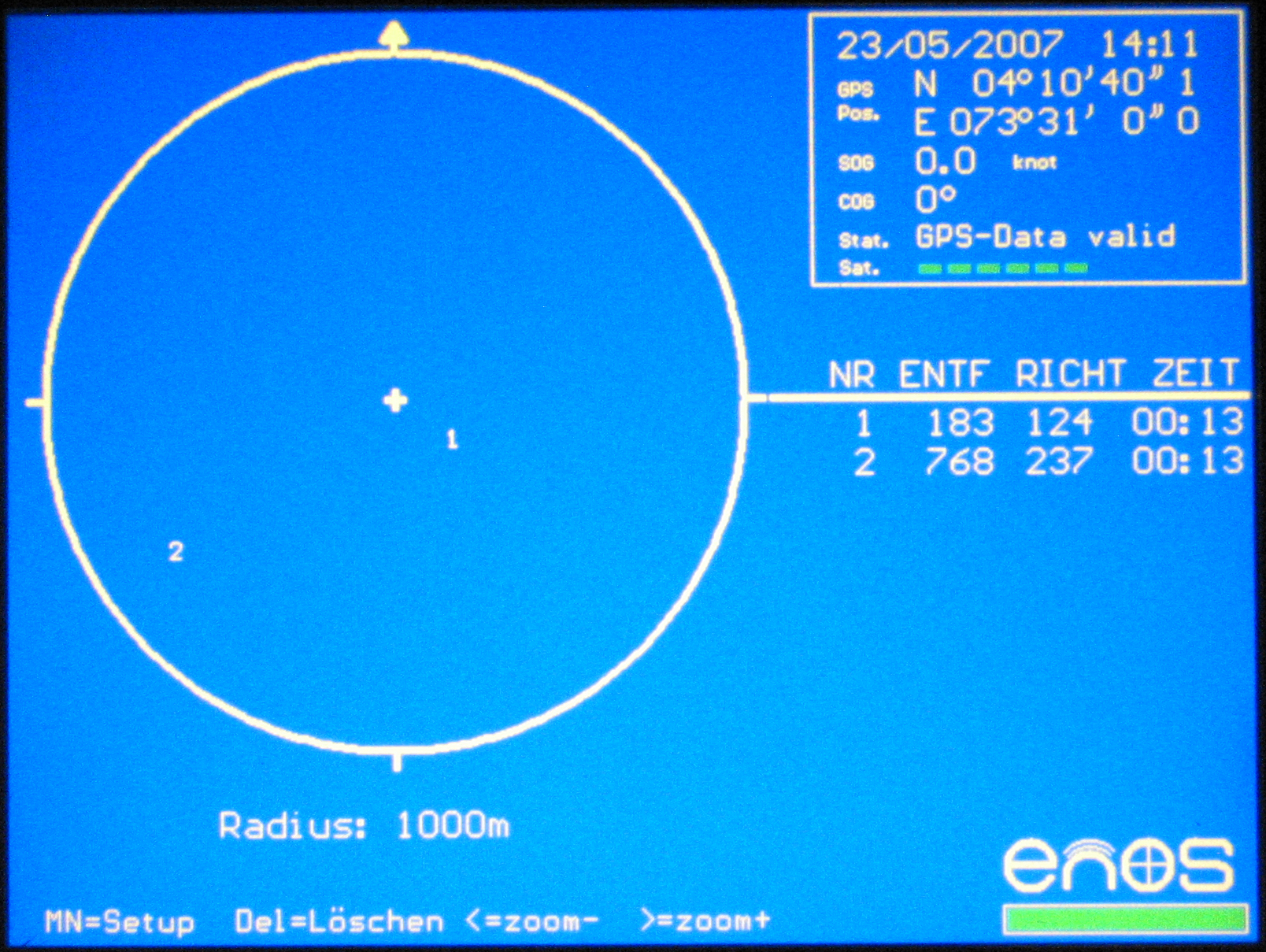
Anzeige auf dem Empfängerbildschirm

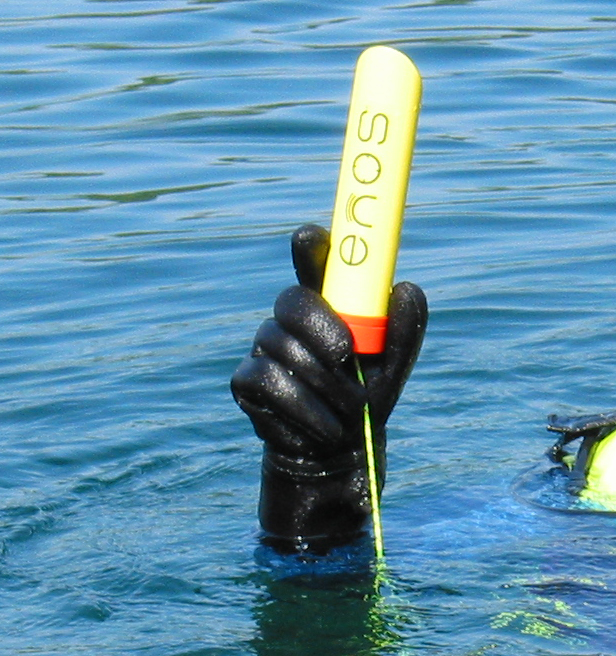
ENOS-Sender im Einsatz

ENOS (elektronisches Notruf- und Ortungssystem) ist ein Rettungssystem, das speziell für den Wassersport entwickelt wurde, und zwar überwiegend für das Tauchen, aber auch für das Windsurfen, Segeln und Motorboote. Mit Hilfe von ENOS können Menschen, die an der Wasseroberfläche treiben und in Not sind, schnell geortet und gerettet werden.

## Verbreitung
Das ENOS ist eine Entwicklung des Unternehmens Seareq Sicherheits- und Rettungsequipment mit Sitz in Rösrath, Deutschland. Die Markteinführung war 2004, und seitdem ist es in folgenden Ländern im Einsatz: Ägypten, Ecuador/Galápagos, EU, Malediven, Seychellen und seit Herbst 2008 in Australien und den USA. Auf Grund seines lebensrettenden Charakters wird es von vielen internationalen Tauchsportverbänden offiziell empfohlen.

## Aufbau und Funktionsprinzip
ENOS besteht aus zwei Einheiten: dem ENOS-Empfänger an Bord des Tauchschiffs und den ENOS-Sendern, die der Taucher beim Tauchgang mit sich führt. Beide Einheiten sind GPS-gestützt, um die Koordinaten ihrer jeweiligen Position zu ermitteln.
Zur Notrufübertragung verwendet ENOS eine lizenzfreie UHF-Funkfrequenz.
1. Vor jedem Tauchgang wird der ENOS-Empfänger eingeschaltet. Über die GPS-Satelliten ermittelt er seine aktuelle Position (A).
2. Wenn die Taucher nach dem Auftauchen feststellen, dass sie zu weit vom Tauchschiff entfernt sind, um zurück zu schwimmen, oder die Sorge haben, dass sie nicht gesehen werden – sich also in Not befinden – schalten sie ihre ENOS-Sender ein. Nach dem Aktivieren ermittelt der ENOS-Sender ebenfalls über die GPS-Satelliten seine Position (B).
3. Die Koordinaten dieser Position (B) werden vom ENOS-Sender auf einer lizenzfreien Funkfrequenz direkt an den ENOS-Empfänger übertragen, der sofort einen lauten Ton erzeugt.

Aus den Positionen (A) und (B) errechnet der Empfänger die Distanz und Richtung zu den in Not geratenen Tauchern und zeigt dies in einer leicht verständlichen Grafik auf seinem Bildschirm an.

## Technik und Reichweite
ENOS ist ein Rettungssystem, das im lokalen Bereich arbeitet. Die Reichweite des Notrufes ist abhängig von der Höhe der Empfangsantenne des ENOS-Empfängers an Bord des Schiffes und von den Umgebungsbedingungen. Je höher die Antenne installiert ist, desto größer ist die Reichweite. Unter optimalen Bedingungen erreicht der Notruf ENOS-Empfänger in bis zu zehn Kilometern. Sendereichweiten bis fünf Kilometer sind Standard.
Die Funkfrequenz von ENOS ist lizenz- und gebührenfrei. Sie richtet sich nach den nationalen Funkgesetzen der jeweiligen Länder, in denen es eingesetzt wird. Damit entstehen dem Betreiber nach einer Anwendung (Rettungsaktion) keine Kosten.
Als Rettungssystem ist ENOS so aufgebaut, dass jeder ENOS-Empfänger alle Notrufe von allen ENOS-Sendern empfangen kann, die auf der gleichen Frequenz senden und sich im Empfangsgebiet befinden.

## Andere Rettungssysteme
Im Gegensatz zu anderen Seenotrettungssystemen und Mann-über-Bord-Systemen ist ENOS nicht mit der internationalen Notruffrequenz ausgestattet. Der Notruf wird direkt an den ENOS-Empfänger gesendet und nicht an Küstenwachen oder andere Rettungsinstitutionen (z. B. MRCC). Das hat den Vorteil, dass das Tauchschiff, das sich der treibenden Person am nächsten befindet, direkt selbst die Rettungsaktion einleiten kann.
Rettungssysteme, die den Notruf auf der internationalen Notruffrequenz übertragen, arbeiten überregional. Sie haben den Zweck, die Position von Schiffen oder Personen, die alleine auf hoher See in Seenot geraten, an internationale Rettungsstellen zu übermitteln. Das hat den Vorteil, dass der Notruf auch in großen Entfernungen noch empfangen wird und Hilfe eingeleitet werden kann.